# The Adventures of a Boy Scout
The Adventures of a Boy Scout è un cortometraggio muto del 1915 diretto da Edward Warren che ne firma anche la sceneggiatura.
Il presidente Woodrow Wilson apparve in diversi film a cominciare da Governor Wilson at His Summer Home, un documentario dell'Independent Moving Pictures Co. of America (IMP) uscito nel 1912.

## Produzione
Il film fu prodotto dal National Movement Motion Picture Bureau.

## Distribuzione
Distribuito dalla World Film, il film uscì nelle sale cinematografiche USA il 3 febbraio 1915.